# サギスゲ

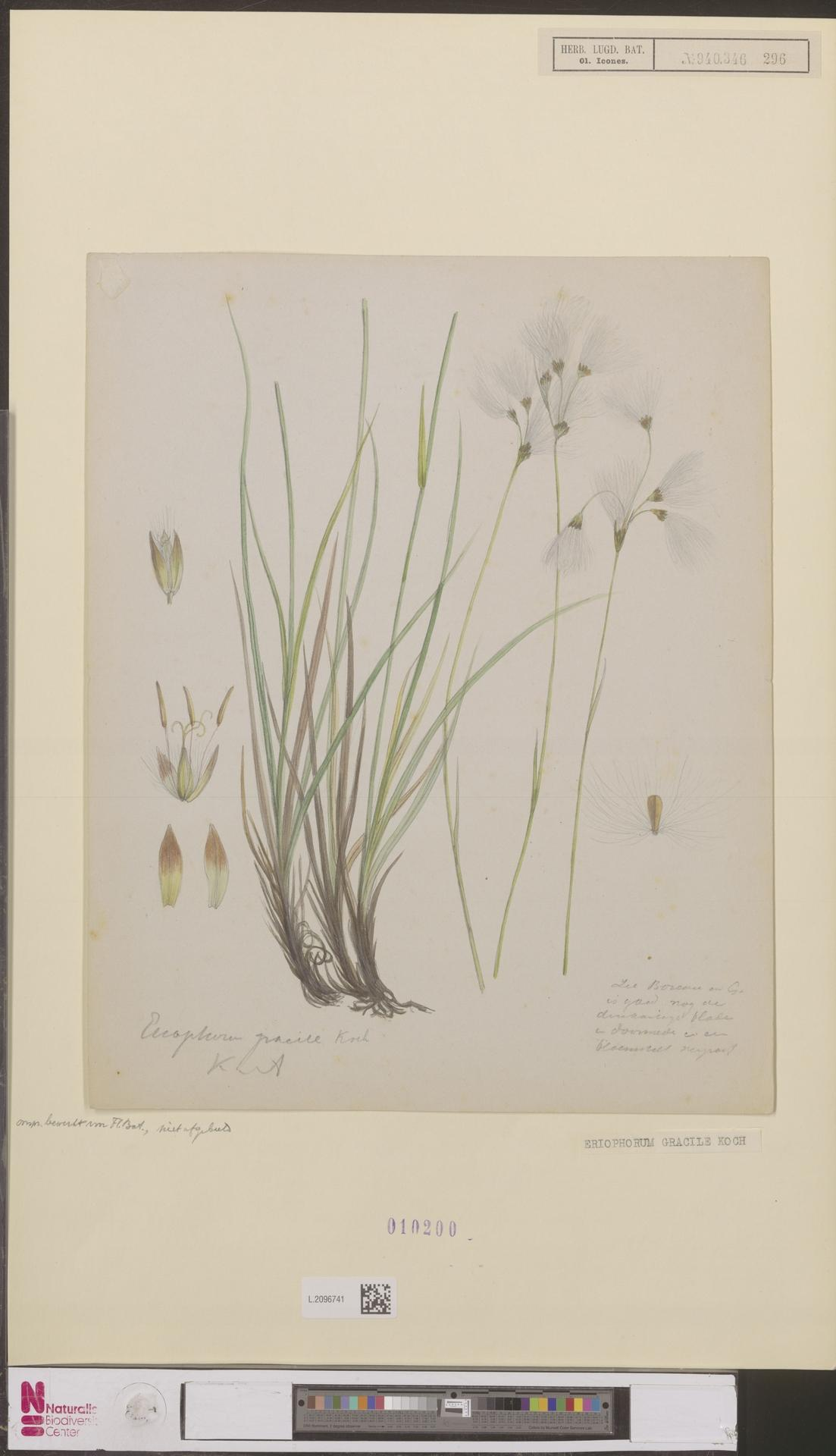
図版 (出典: オランダ国立自然史博物館/Wikimedia Commons)

サギスゲ Eriophorum gracile はカヤツリグサ科の植物の1つ。ワタスゲの仲間で、同じように穂が綿毛状になるが、小穂が単独でなく1つの花茎から数個つく。ワタスゲと同様に寒冷な湿地に出現して独特の景観を演出するものであるが、知名度でははるかに劣る。この種との関係についても述べる。

## 特徴

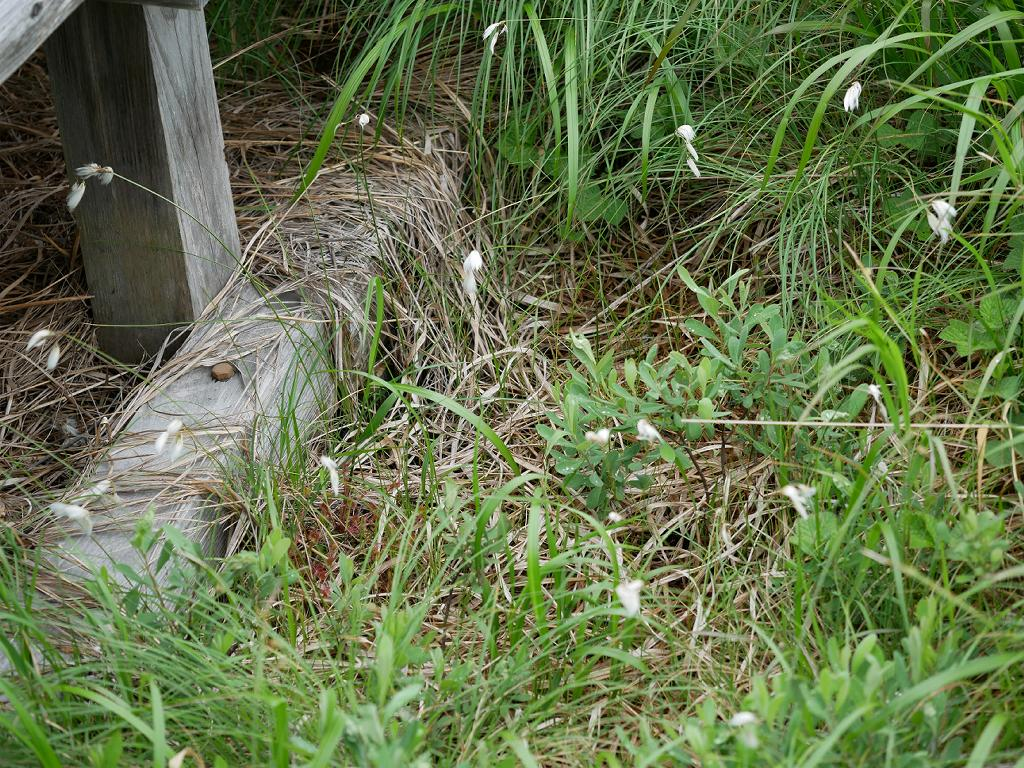
まとまった株を作らず、まばらに出る。

湿地性の多年生草本。地下茎は横に這い、長く匍匐枝を伸ばし、大きな株を作らない。草丈は花茎が高さ20-50cmで、根出葉はそれより長く伸びることがある。葉は細くて長く、幅2-3mmほど。基部の鞘は黒褐色に色づく。
花期は6-10月。花茎は細くてやや柔らかく、断面は鈍い3稜形となっている。花茎の途中には1-2の節があって茎葉がつく。茎葉は基部が鞘となり、先端の葉身は刺針状で短くなっている。花茎の先端からは2-5個の小穂がでる。小穂には鱗片が多数らせん状に並び、花の時期には長さ5-10mmの長楕円形をなして基部に柄があり、柄には短い毛が生えている。小穂は花時には灰白色に見える。小穂の鱗片は膜状で淡灰黒色、細かな脈があり、先端は鈍く尖る。また輪郭は披針形となっている。柱頭は3個。鱗片内には多数の糸状の花被片があり、これは花時の後に長く伸び2cmに達して鱗片から大きくはみ出すと、小穂全体としては綿毛の束のようになり、その概形は倒卵形になる。痩果は狭長楕円形で長さ3-3.5mm、断面は3稜形をしている。

### 名前について
和名は白い綿毛に包まれた小穂をシラサギの姿に見立てたものである。小山著「ワタスゲ」(1977) は白い綿毛の塊になった小穂が柄の先端に2-5個着いている姿をシラサギが群れをなして飛ぶ姿に見立てたもの、としている。ちなみにこの和名と学名がワタスゲと入れ替わった事例があったとして、佐竹他『草本I 単子葉植物』(1982) にはその旨の注意が書いてある。これはどうやら初期の牧野図鑑のことであるらしく、牧野の昭和15年 (1940年) の図鑑でサギスゲの和名の下でワタスゲの学名とワタスゲの図および解説を示してある。そこにはこの名が松村任三の明治28年 (1895年) の著書『改正増補植物名彙』に掲載されたと記してある。さらにこの書では「ワセワタスゲ」という別名も取り上げており、ワタスゲより早くに熟することによるという。

## 分布と生育環境
日本では近畿地方以北の本州と北海道に知られ、国外では朝鮮半島からユーラシア、北アメリカと周極的に広く分布する。ワタスゲの分布は日本国内では中部地方以北となっており、本種の方がより南にも分布がある。ただしそれらはごく限られた少数ヵ所の生育地に限られており、たとえば近畿地方ではその生育地は合計9ヵ所しかなく、氷河時代の遺跡種といった位置づけと考えられている。
高層湿原の泥地や湿地に生える。大橋他 (編)『改定新版 日本の野生植物 1』 (2015)には本種の生育地について「湿地」とのみしており、ワタスゲでは「ミズゴケ湿地」と記してあり、本種が必ずしも高層湿原のみに出現するものではないことを示唆していると考察される。

## 類似種・分類など
日本では同属のものではワタスゲ E. vaginatum が特に有名であるが、本種と異なり花茎の上に小穂が1つしかつかないことから容易に区別できる。またワタスゲがまとまった株を作るのに対して、本種は匍匐茎を伸ばし、間を置いて茎が出る点でも大きく異なる。同様に綿毛を備えるものにはエゾワタスゲ E. scheuchzeri var. tenuifolium や別属であるがヒメワタスゲ Trichophorum alpinum があるが、いずれも小穂は単独に生じる。

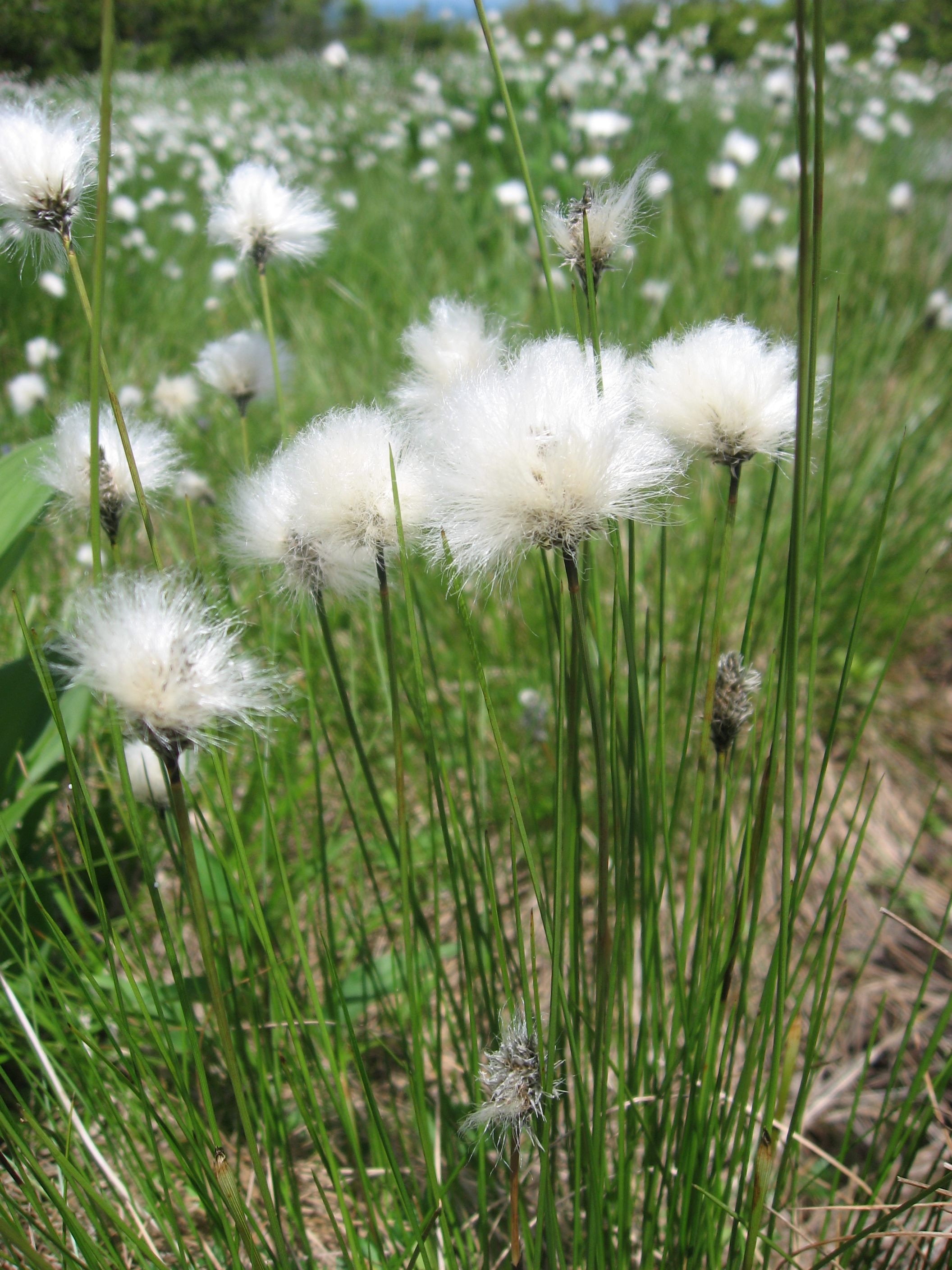
ワタスゲ
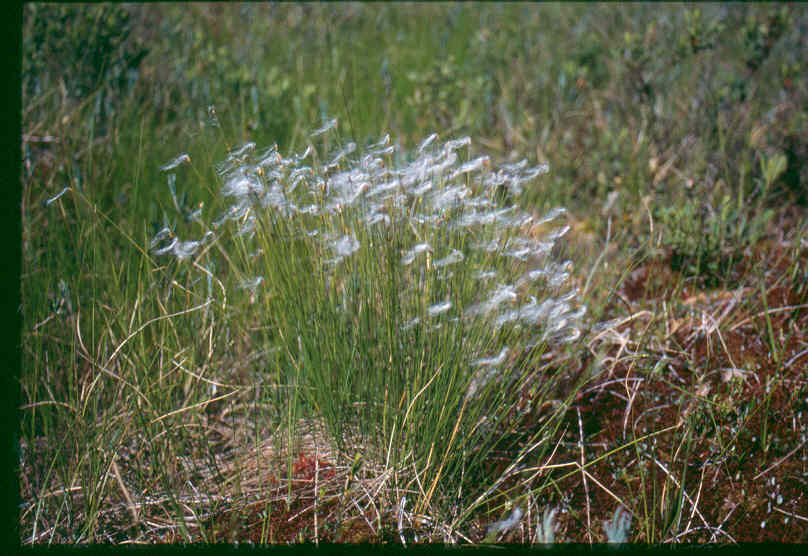
ヒメワタスゲ

狭義には日本産の本種を亜種 E. gracile subsp. coreanum とする。

## 利害
現実的な利害はないようである。山野草として栽培されることはある。栽培の上ではワタスゲより有利な点もあり、ワタスゲは株がまとまるために育ちすぎると凝り固まり、分けるには刃物が必要になるが、本種はその点、匍匐茎を出すので分けるのが容易だという。
他方で寒冷地の湿原においてその白い綿毛が観賞価値を認められている。ただしその点ではワタスゲの方がはるかに有名である。たとえば山と渓谷社編『花の百名山登山ガイド』(2012)は北日本の花の美しい山についての案内の書だが高原湿地も多く含まれており、ワタスゲは何度もその名が上がり、写真も繰り返し出てくる。それに対して、本種について触れた場所は全くない。これはある程度仕方の無いこととも言え、綿の塊になる小穂そのものもワタスゲではほぼ球形で3-4cmほどの大きさとなり、これは本種の倒卵形で長さ約2cmよりかなり大きく、本種では小穂が複数つくにしてもまとめたところでワタスゲの綿毛の大きさには達せず、目立ち具合はワタスゲの方が上である。また、いずれも本州では高原の湿地に産するもので両者同時に生育している場所も多くあるが、比較すればやはりワタスゲが目立つ。観光案内などでも本種についての言及のある場合も「ワタスゲが綺麗、でもこんなのもあるよ」という扱いに終始しており、要するに本種はワタスゲに対して完全に下位互換、という扱いである。しかし本種はワタスゲよりやや低標高の地や、より西南地域にも出現し、つまりワタスゲが存在せず、本種のみ見られる場所がある。たとえば奈良県の曽爾高原は本種が見所ということで名前が挙がってくる。

## 保護の状況
環境省のレッドデータブックには取り上げられていない。県別では秋田県から島根県にわたる17の県で指定があり、また東京都では野生絶滅とされている。東海から近畿、それに島根県は南限分布域のものと思われる。やはり湿原に産するものであることから、開発などによる生育地の減少が大きな理由となっている。果実の時期以外は全く目立たないことも、その生育地の確認や保護を難しくしているとの声もある。
ちなみにワタスゲも環境省のレッドデータブックに取り上げられていないが、同時に都道府県別でも指定が無い。サギスゲの場合、主要分布地よりかなり南西にまで生育地が点在しており、これが指定の対象になっている部分があるが、ワタスゲではこのような例がないようだ。上記の曽爾高原のような例があるのもこのことにも依っているのであろう。